# Königssee (Schönau am Königssee)
Königssee ist ein Gemeindeteil und eine Gemarkung in der Gemeinde Schönau am Königssee im oberbayerischen Landkreis Berchtesgadener Land. Bis 1978 bestand die Gemeinde Königssee, deren Hauptort das namensgleiche Königssee war, das wiederum einem kleineren Bezirk innerhalb der Urgnotschaft Schönau entsprach.

## Geografie

### Lage
Königssee liegt am nördlichen Ende des gleichnamigen Königssees und östlich des Abflusses in die Königsseer Ache.

### Gliederung der ehemaligen Gemeinde Königssee
Die Gemeinde Königssee gliederte sich von 1817 bis 1978 in die vier Ortsteile bzw. Gnotschaften:
- Faselsberg
- Königssee
- Schwöb
- St. Bartholomä[1]

## Geschichte

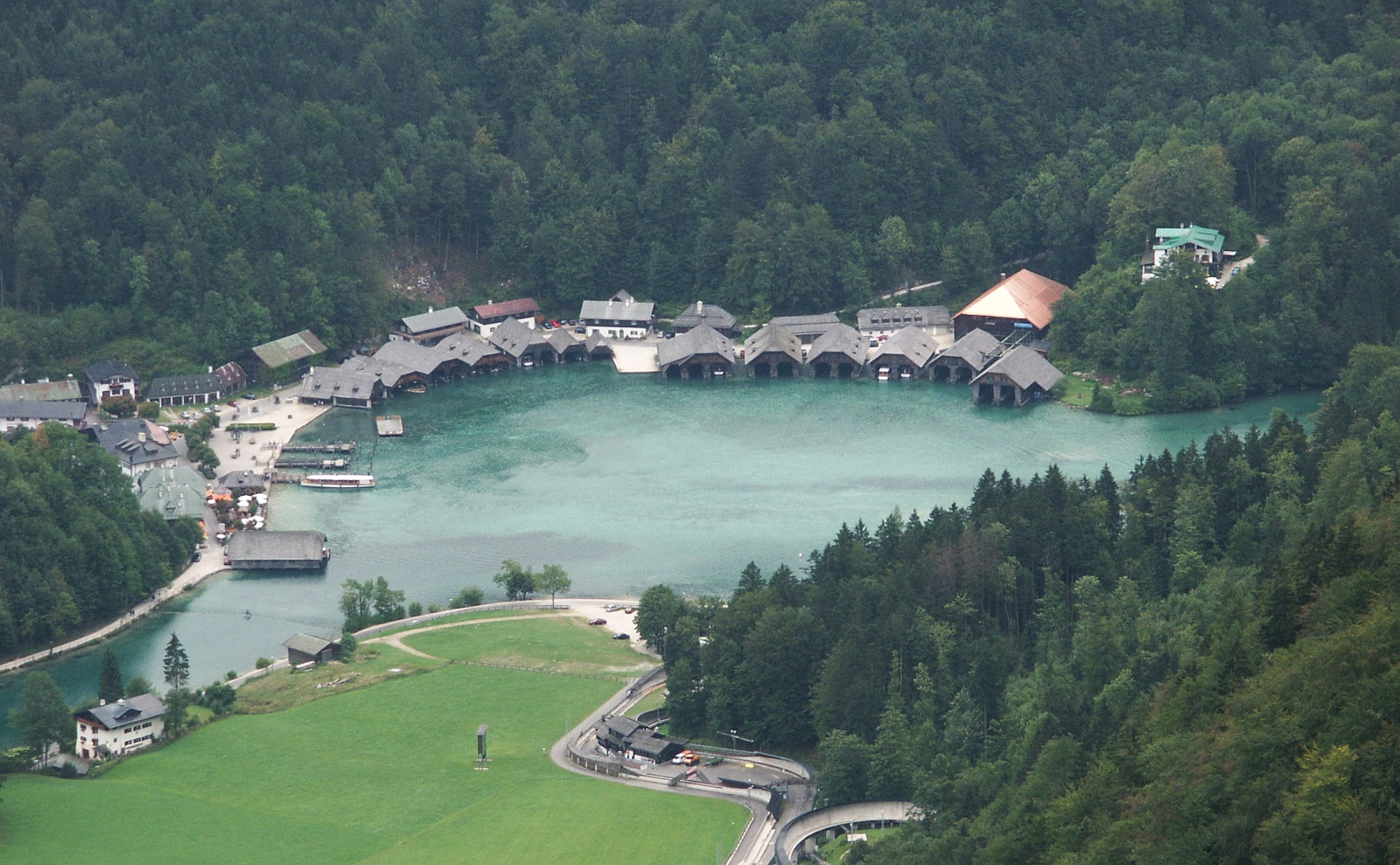
Teilansicht von Königssee (Gnotschaftsbezirk), dem namensgebenden Hauptort der ehemaligen Gemeinde Königssee

### Teil einer Urgnotschaft des Berchtesgadener Landes
Im Zuge des 1377 ausgestellten „Landbriefs“ von Propst Ulrich Wulp wurde Schönau vermutlich schon ab Ende des 14. Jahrhunderts zu einer der acht „Urgnotschaften“ des Berchtesgadener Landes, dessen Gebietsfläche ab 1155 dem Kernland des Klosterstifts Berchtesgaden entsprach, das 1380 zur Reichsprälatur Berchtesgaden und 1559 zur reichsunmittelbaren Fürstpropstei Berchtesgaden erhoben worden war. Die Urgnotschaft Schönau samt ihren namenlosen bzw. lediglich durchnummerierten acht Gnotschaftsbezirken findet eine erste schriftliche Erwähnung im ersten Steuerbuch des Berchtesgadener Landes von 1456. Aus dreien dieser Gnotschaftsbezirke wurde 1817 die Gemeinde Königssee gebildet.

→ Siehe zu diesem Absatz auch den Abschnitt: Geschichte in Fürstpropstei Berchtesgaden

### Aufteilung der Urgnotschaft in die Gemeinden Schönau und Königssee
Nach der Säkularisation von 1803 verlor das Berchtesgadener Land seine politische Eigenständigkeit als Fürstpropstei, darauf folgten kurz hintereinander drei Herrschaftswechsel. 1810 wurde das Berchtesgadener Land schließlich dem Königreich Bayern angegliedert und 1817 die ehemalige Urgnotschaft Schönau in die Gemeinden Schönau mit fünf ehemaligen Gnotschaftsbezirken und Königssee mit den Gnotschaftsbezirken Königssee (vormals 1. Gnotschaftsbezirk), Schwöb (vormals 4. Gnotschaftsbezirk) und Faselsberg (vormals 8. Gnotschaftsbezirk) geteilt. Die bisherigen Gnotschaftsbezirke der „Urgnotschaft“ werden seither bis zum heutigen Tag als „Gnotschaften“ bezeichnet.

→ Siehe zu diesem Absatz auch den Abschnitt: Nach der Säkularisation in Fürstpropstei Berchtesgaden

### Zeit des Nationalsozialismus
Das für die Gemeinde Königssee zuständige Bezirksamt Berchtesgaden wurde 1939 in Landkreis Berchtesgaden mit gleichem Zuständigkeitsbereich umbenannt.

### Nachkriegszeit
Am 1. Juli 1972 ist die Gemeinde Königssee dem neuen und erweiterten Landkreis Bad Reichenhall angegliedert worden, der wiederum am 1. Mai 1973 in Landkreis Berchtesgadener Land umbenannt wurde.
Nachdem bereits der Gemeinderat von Schönau (westlich der Königsseer Ache) am 18. Dezember 1975 und der Gemeinderat von Königssee (östlich der Königsseer Ache einschließlich der separaten Gemarkung Forst St. Bartholomä) am 22. Dezember 1975 einem freiwilligen Zusammenschluss zugestimmt haben, wurde Ende März 1977 in beiden Gemeinden ein Anhörverfahren durchgeführt, bei dem sich 53 Prozent für den neuen Gemeindenamen „Schönau am Königssee“ aussprachen. Am 1. Mai 1978 erfolgte dann schließlich die Zusammenlegung der beiden Gemeinden zur Gemeinde Schönau am Königssee. Seither ist die ehemalige Gemeinde Königssee ein Ortsteil bzw. eine Gemarkung der Gemeinde Schönau am Königssee, deren Gebietsfläche samt ihren Gemeindeteilen bzw. Gnotschaftsbezirken wieder in etwa denen der Urgnotschaft Schönau entsprechen.

## Verkehr

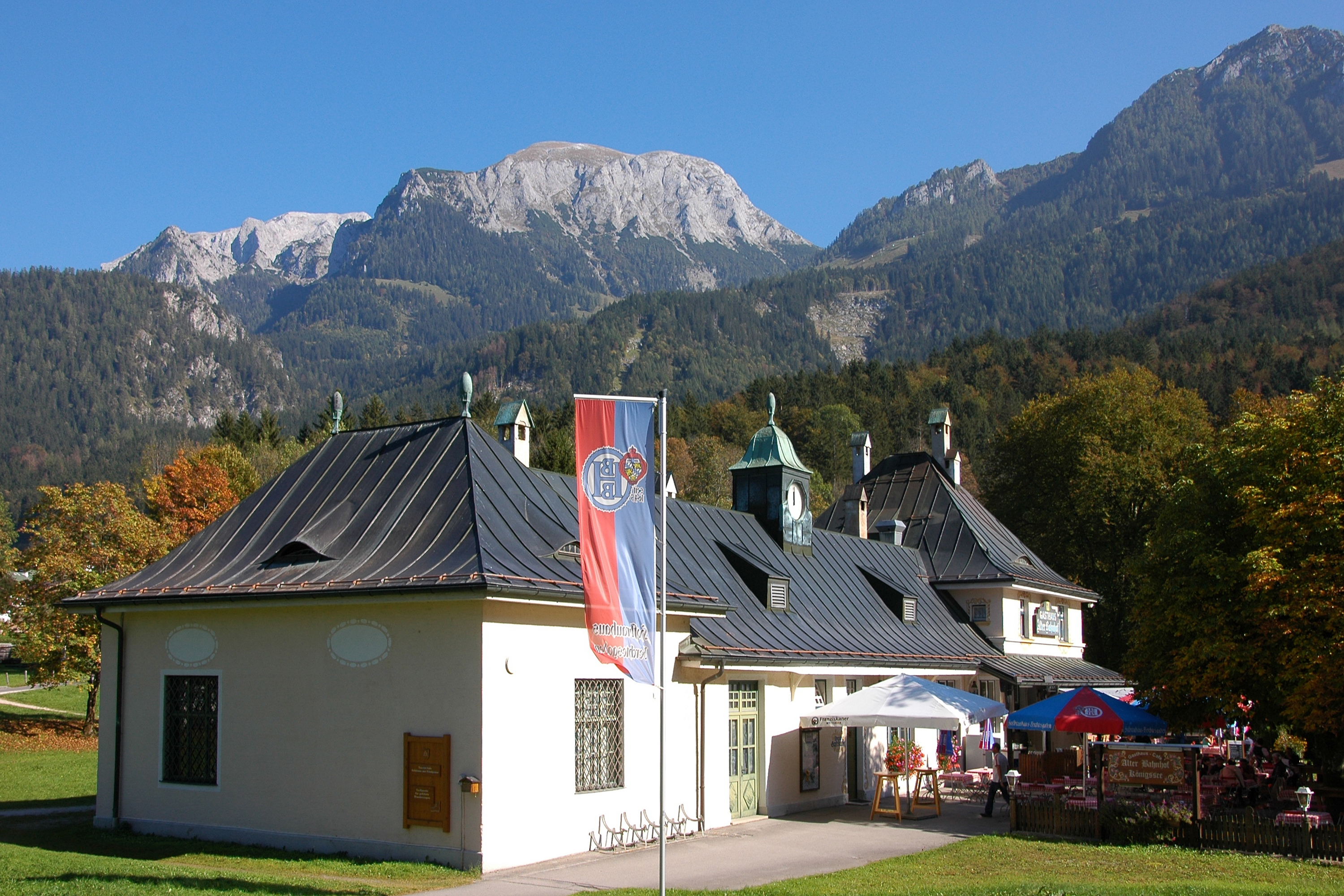
Ehemaliger Bahnhof Königssee (Oberbay)

In Königssee, in unmittelbarer Nähe des gleichnamigen Sees, beginnt die B 20, die durch die Gemeinde Schönau am Königssee ins benachbarte Mittelzentrum Berchtesgaden führt. Sie ist die hochrangigste Straße im Gemeindegebiet und stellt weiter über Bad Reichenhall u a. zur Anschlussstelle in Piding die Anbindung an die Autobahn A 8 her.
Von 1909 bis 1965 war die Gemeinde Königssee durch die Königsseebahn an das Eisenbahnnetz angeschlossen.

## Kultur und Sehenswürdigkeiten

### Bauwerke
Hierunter werden soweit bekannt und relevant lediglich alle in der Gemarkung Königssee stehenden Bauwerke gelistet.

#### Profangebäude
Das Empfangsgebäude des ehemaligen Bahnhof Königssee (Oberbay) an der einstigen Bahnstrecke Berchtesgaden–Königssee wurde 1908/09 im Heimatstil erbaut. Es wird jetzt als Gaststätte sowie seit 2015 zusätzlich für eine Romy-Schneider-Ausstellung genutzt.

#### Sakralgebäude
Die römisch-katholische Bergopfer-Gedenkkapelle St. Bernhard wurde am 11. September 1999 auf Kühroint eingeweiht.
Weitere Kapellen der römisch-katholischen Pfarrei Unterstein / Schönau am Königssee in der Gemarkung sind:
- Brandner Kapelle (Jennerbahnstraße in Königssee)
- Widlbrand-Kapelle (Richard-Voß-Straße in Königssee, erbaut 1928 von Georg Lenz, renoviert 1992 von Josef Lenz)
- Grutschen-Kapelle (Holzlobstraße in Königssee, Grutschen-Kapelle, mit Walmdach, 18. Jh.; mit Ausstattung, aufgenommen als Baudenkmal in die Bayerische Denkmalliste)
- Spinnerlehen-Kapelle (Spinnerwinklweg 8, Hofkapelle eines landwirtschaftlichen Anwesens, Walmdach, wohl 18. Jh.; mit Ausstattung; alte Klaubstein-Feldmauern, aufgenommen als Baudenkmal in die Bayerische Denkmalliste)

### Sport und Sportvereine
- Der WSV Königssee, gegründet im Dezember 1951, ist ein Wintersportverein mit Abteilungen für Rennrodeln, Skeleton, Bobsport, Eisstockschießen, Snowboard und Ski Alpin. Aktuell (Stand November 2007) hat der Verein mehr als 950 Mitglieder, darunter mehr als 320 Kinder und Jugendliche. Der WSV ist einer der erfolgreichsten Wintersportvereine der Welt. Aus seinen Reihen gingen Olympiasieger, Weltmeister, Europameister, Weltcupsieger und deutsche Meister hervor. Der Verein hat bereits mehrere Großveranstaltungen (10 Welt-, 8 Europa- und bald 50 andere Veranstaltungen wie Deutsche Meisterschaften und  Weltcuprennen) organisiert.

## Politik

### Bürgermeister
Die folgenden Personen waren von der Gemeindegründung 1819 bis zur Auflösung 1978 Gemeindevorsteher (bis 1869) bzw. Bürgermeister der ehemaligen Gemeinde Königssee.
| Zeitraum  | Bürgermeister        | Anmerkung   |
| --------- | -------------------- | ----------- |
| 1819–1822 | Josef Stangassinger  |             |
| 1822–1830 | Michael Moderegger   |             |
| 1830–1833 | Michael Hasenknopf   |             |
| 1833–1836 | Anton Stocker        |             |
| 1836–1848 | Jacob Hinterseer     |             |
| 1848–1854 | Nikolaus Kurz        |             |
| 1854–1866 | Georg Eder           |             |
| 1866–1869 | Franz Wein           |             |
| 1869–1876 | Simon Stocker        |             |
| 1876–1882 | Andreas Hallinger    |             |
| 1882–1888 | Sebastian Moderegger |             |
| 1888–1894 | Andreas Hallinger    | 2. Amtszeit |
| 1894–1906 | Georg Eder           | Ehrenbürger |
| 1906–1912 | Josef Aschauer       |             |
| 1912–1920 | Nikolaus Kurz        |             |
| 1920–1925 | Josef Stocker        |             |
| 1925–1933 | Josef Moderegger     |             |
| 1933–1944 | Josef Größwang       |             |
| 1944–1945 | Michael Brandner     |             |
| 1945      | Georg Lenz           |             |
| 1945      | Sebastian Brandner   |             |
| 1945–1948 | Josef Aschauer       |             |
| 1948–1951 | Johann Eder          |             |
| 1951–1957 | Michael Brandner     | 2. Amtszeit |
| 1957–1966 | Nepomuk Beer         |             |
| 1966–1978 | Georg Eder           |             |

### Wappen
Blasonierung: In Blau aus einem gewellten, blauen Schildfuß wachsend die Kapelle St. Bartholomä, die aus drei silbernen Rundbauten mit roten Kuppeldächern besteht, darauf je eine goldene Kugel, und von einem silbernen Türmchen mit rotem Kuppeldach und goldenem Kreuz überhöht ist.
Begründung: Das Wahrzeichen der ehemaligen Gemeinde Königssee, die seit dem 12. Jahrhundert bekannte Kirche St. Bartholomä, dient als Symbol für Vergangenheit und Gegenwart der Gemeinde. Die hauptsächlichen Wappenfarben spiegeln die bayerischen Landesfarben wider. Der Schildfuß bezeichnet den Königssee und den Gemeindenamen. Das Wappen wurde der damaligen Gemeinde Königssee 1964 verliehen.

## Ehrenbürger
Den folgenden Personen wurde bis zur Auflösung der Gemeinde Königssee die Ehrenbürgerwürde zuteil.
| Beschluss         | Name           | Lebensdaten | Beruf / Wirken                 |
| ----------------- | -------------- | ----------- | ------------------------------ |
| 22. Mai 1910      | Hans Hohenadel | 1851–1933   | königlicher Förster            |
| 22. Mai 1910      | Max Sollacher  | 1861–1924   | königlicher Förster            |
| 23. August 1914   | Richard Voß    | 1851–1918   | Schriftsteller                 |
| 30. Juni 1918     | Karl Florian   | 1865–1933   | Hauptlehrer                    |
| 26. Juni 1920     | Emma Haldy     | 1855–1945   | Gutsbesitzerin                 |
| 10. Juli 1926     | Georg Eder     | 1846–1926   | Bürgermeister                  |
| 14. November 1936 | Wolfgang Rasp  | 1847–1939   | Austragsbauer, Spielzeugmacher |